# バレニクリン
バレニクリン (英語: Varenicline) とは、α4β2ニコチン受容体の部分作動薬作用で、ニコチンよりも弱いニコチン受容体への刺激作用を持つ医薬品である。
日本では商品名「チャンピックス」（CHAMPIX）としてファイザーが販売する。適応は禁煙の補助である。従前の禁煙補助剤であるニコチンガム、ブプロピオン、ニコチンアンタゴニストなどとは薬理学的に異なる。日本の医薬品、医療機器等の品質、有効性及び安全性の確保等に関する法律（薬機法）における劇薬で処方箋医薬品である。アメリカ合衆国では商品名「チャンティックス」（CHANTIX）として2006年に発売された。欧州連合 (EU) でも同年の発売である。

## 薬理作用
禁煙に対する効果は、α4β2ニコチン受容体の部分作動薬作用（刺激作用と拮抗作用）によって発現する。刺激作用は部分的でニコチンより弱い。ニコチン受容体を軽く刺激することで少量のドーパミンを放出させ、禁煙に伴う離脱症状やたばこに対する欲求を軽減する。拮抗作用は、ニコチンのニコチン受容体への結合を妨げ、その作用を弱める。ニコチンによるドーパミン放出を抑制することで、喫煙による満足感を得られにくくする。 

## 副作用

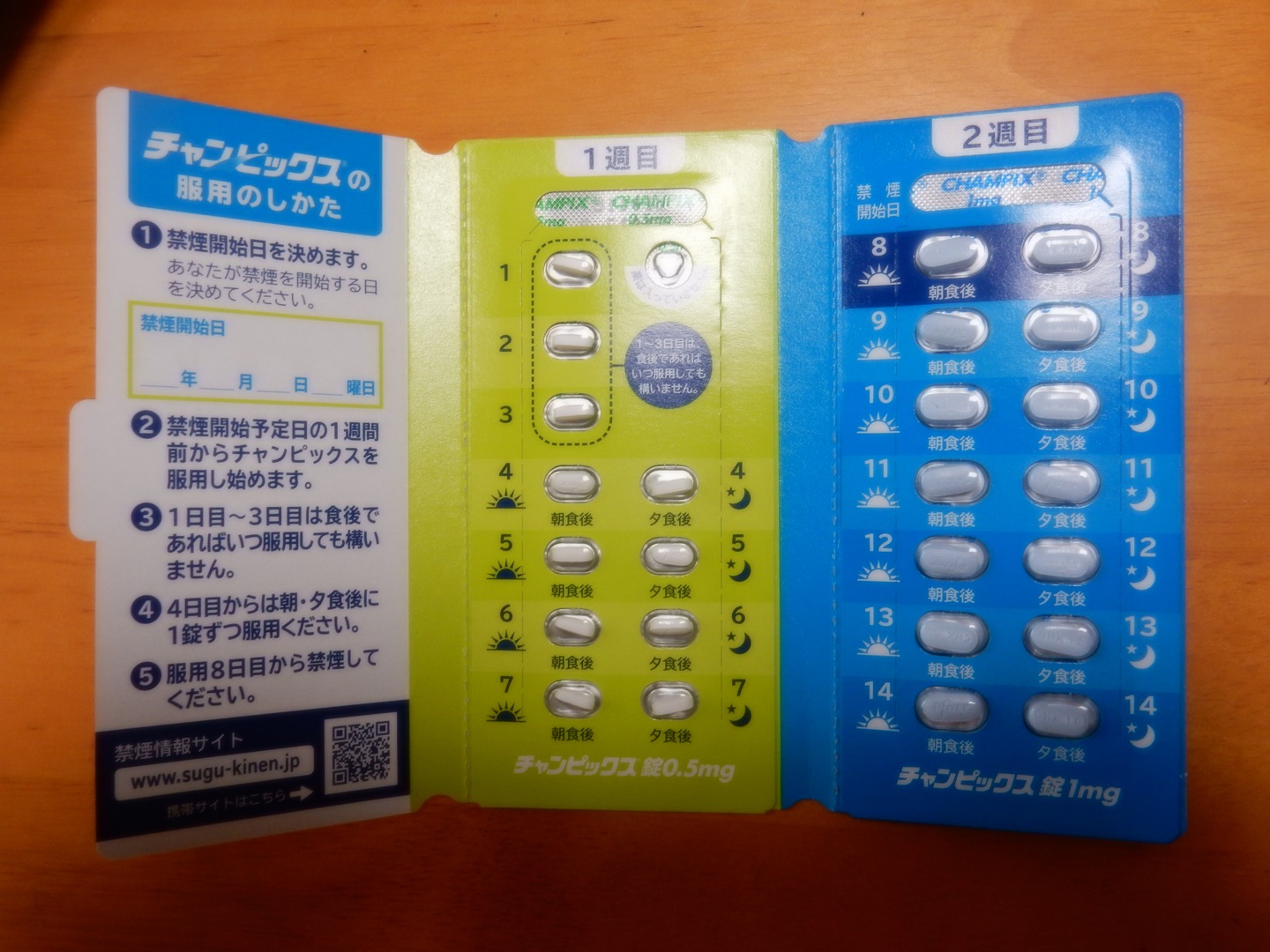
バレニクリン主剤 禁煙薬

厚生労働省医薬食品局は、チャンピックスの副作用を報告している。チャンピックスの添付文書には、使用上の注意としてめまい、傾眠について記載がある。実際に意識低下・消失など意識障害を起こし、それに伴う自動車事故が発生している。

### 抑うつおよび自殺
2007年11月、アメリカ合衆国食品医薬品局(FDA)は、禁煙のためにバレニクリンを服用中の患者に、自殺念慮・自殺行為・奇異行動・眠気を含む、いくつかの重大な副作用が見られた、と市販後調査で報告されたことを発表した。2008年2月1日、FDAはこの件について「チャンティックス（アメリカでの商品名）と重大な神経精神医学的症状に関連がある可能性がさらに強まった」と警告を発した。精神医学的症状が、チャンピックスあるいはニコチン離脱症状と関係があるかどうかは知られていないとされるが、それらの症状を呈した患者の全てが喫煙を中止していたわけではなかった。また、FDAは医療従事者および患者に対し、行動や気分の変化について観察するよう勧告した。2008年5月、ファイザーはバレニクリンの医薬品安全情報を「一部の患者において行動変化・激越・抑うつ気分・自殺念慮・自殺行為が報告されている」と改訂した。
2009年7月1日、FDAは、抑うつ・自殺念慮・自殺行為を含む重大な副作用が報告されていることにより、バレニクリンを同局の最も強い安全上の警告である『黒枠警告』に移動した。日本でも同様に警告枠に注意がある。
禁煙補助薬のバレニクリンは、致死的または非致死的な自殺や自傷のリスクを上昇させないことが、大規模前向きコホート研究の結果として示されている。
バレニクリンは、精神科の薬で2番目に自殺既遂の報告が多い。自殺未遂報告も3番目の多さであり、パロキセチン（日本での商品名：パキシル）の約8倍である。

### 他害行為
アメリカ食品医薬品局（FDA）の有害事象報告システム（AERS）のデータから、殺人や暴力といった他害行為を同定し、2位の選択的セロトニン再取り込み阻害薬であるフルオキセチン（商品名：プロザック）の10.9倍を引き離し、バレニクリンが18倍と、最も他害行為の危険性を高める薬であることが明らかになっている。

### 心血管系疾患
2011年6月16日、FDAはバレニクリンについて「心血管系疾患を持つ患者では、ある種の心血管系副作用のリスクが少し増加すること」と関連する可能性があると安全情報を発表した。
2011年7月4日、4人の研究者がカナディアン・メディカル・アソシエーション・ジャーナルに二重盲検試験のレビューを発表した。その調査において、バレニクリンはプラセボに比べて、心血管系の重大な副作用のリスクを増加させることが発見された。

### その他の副作用
5%以上の確率で出現する副作用のみ書す。
- 精神障害 - 異常な夢、不眠症
- 神経系障害 - 頭痛
- 胃腸障害 - 便秘、嘔気、鼓腸

### 重大な副作用
以下の症状が出現した場合は、投与を中止し、適切な処置が必要である。
1. 皮膚粘膜眼症候群、多形紅斑
2. 血管浮腫
3. 意識障害
4. 肝機能障害、黄疸

## 需要実績
日本では、2010年10月1日のたばこ税増税前の2010年8月の段階で、毎月約7万人の患者がチャンピックスを使用し、9月は約17万人が使用したため、供給不足を懸念したファイザーは10月に「スタート用パック」の出荷停止を発表し、2011年1月から供給体制を整えることとなった。

## 禁煙の宣伝

### ファイザーによる宣伝
チャンピックスによる禁煙成功率は、全体で6割、中断せず5回の通院をした場合で8割から9割である。
ファイザーの疾患啓蒙広告CMに起用された舘ひろしは、チャンピックスによる禁煙成功者である。舘は40年間の喫煙歴があり、最盛期には1日あたり70本から80本吸っていた。舘は仕事で忙しい中、禁煙外来を継続し、3か月で5回の通院を成し遂げ、禁煙に成功したとファイザーは述べている。2010年をもってたばこを止めることができた舘であるが、2012年にファイザーの禁煙治療啓発イベントに出席した際に測定した肺年齢は95歳という数値が出た。しかし舘は「たばこの呪縛から自由になれるのが禁煙の素晴らしさ」であると語り、禁煙後の舘の生活は、目覚めが良く、肌のつやが良くなったと指摘されるようになり、ごはんと水が美味くなり、妻も喜んでいると述べている。ファイザー疾患啓発広告の後継者となった温水洋一は2012年2月からの禁煙治療を終え、25年間の喫煙への終止符を2012年5月に宣言したと、ファイザーは述べている。

### 処方箋医薬品の広告制限
ただし、医師が処方箋を出す処方箋医薬品については、医薬品、医療機器等の品質、有効性及び安全性の確保等に関する法律（薬機法）第10章により、一般向けの広告が厳しく制限されている。製薬会社の業界団体である日本製薬工業協会は2015年（平成27年）1月6日、疾病啓発活動であっても「やり方によっては、薬機法で禁止される処方箋医薬品の広告に該当するおそれがある」として製薬会社に通知し、好ましくない例を具体的に示して自制を求めた。
好ましくない表現の一例として、
- くすりで治せるようになりました。
- このような症状は○×疾患です。
- 放置すると慢性化します。または重症化し死に至る恐れがあります。
- 治療前後の過度な期待効果を視覚的・聴覚的に示す。

などを挙げている。その上で、
- 通知には好ましくない表現の事例が記載されているが、これは一例であり類似の表現にも注意すべきこと。
- 疾患に対して効果・効能を持つ薬剤が一種類しかない場合には、疾病啓発が特定薬剤の広告と誤認されやすいため十分注意すべきこと。

と注意を喚起している。
2015年、北里大学医学部精神科教授の宮岡等は「専門家や有名人が登場する疾患啓発広告も、広告と割り切って見られるようにする工夫が必要だ。この機会にメディアと広告のあり方も検討する必要がある」と述べ、病気喧伝について警告している。